# Lilana Wasewa
Lilana Wasewa (bułg. Лиляна Васева; ur. 12 sierpnia 1955 w Weliczkowie) – bułgarska wioślarka, srebrna medalistka igrzysk olimpijskich i mistrzostw świata.

## Kariera
Wystąpiła na igrzyskach olimpijskich w Montrealu w 1976, gdzie osada Bułgarii w składzie: Ginka Gjurowa, Lilana Wasewa, Reni Jordanowa, Marijka Modewa i Kapka Georgiewa (sternik) zdobyła srebrny medal w czwórkach ze sternikiem. W finale uplasowały się o 3,16 sekundy za osadą NRD i o 1,14 sekundy przed osadą osadę ZSRR. Był to debiut tej konkurencji w programie olimpijskim i zarazem jedyny start olimpijski dla Wasewej.
W czwórkach ze sternikiem zdobyła również srebro na mistrzostwach świata w Nottingham (1975). Bułgarki startowały tam w tym samym składzie co na igrzyskach w 1976.
Wielokrotnie zdobywała mistrzostwo kraju. Po zakończeniu kariery pracowała jako trenerka wioślarstwa.